# Boesenbergia basispicata
Boesenbergia basispicata là một loài thực vật có hoa trong họ Gừng. Loài này được K.Larsen ex Sirirugsa mô tả khoa học đầu tiên năm 1987.